# Войсковая разведка

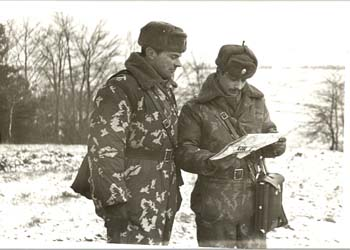
Советские офицеры в камуфляже, учения на либавском полигоне, ЦГВ, зима 1985 года.

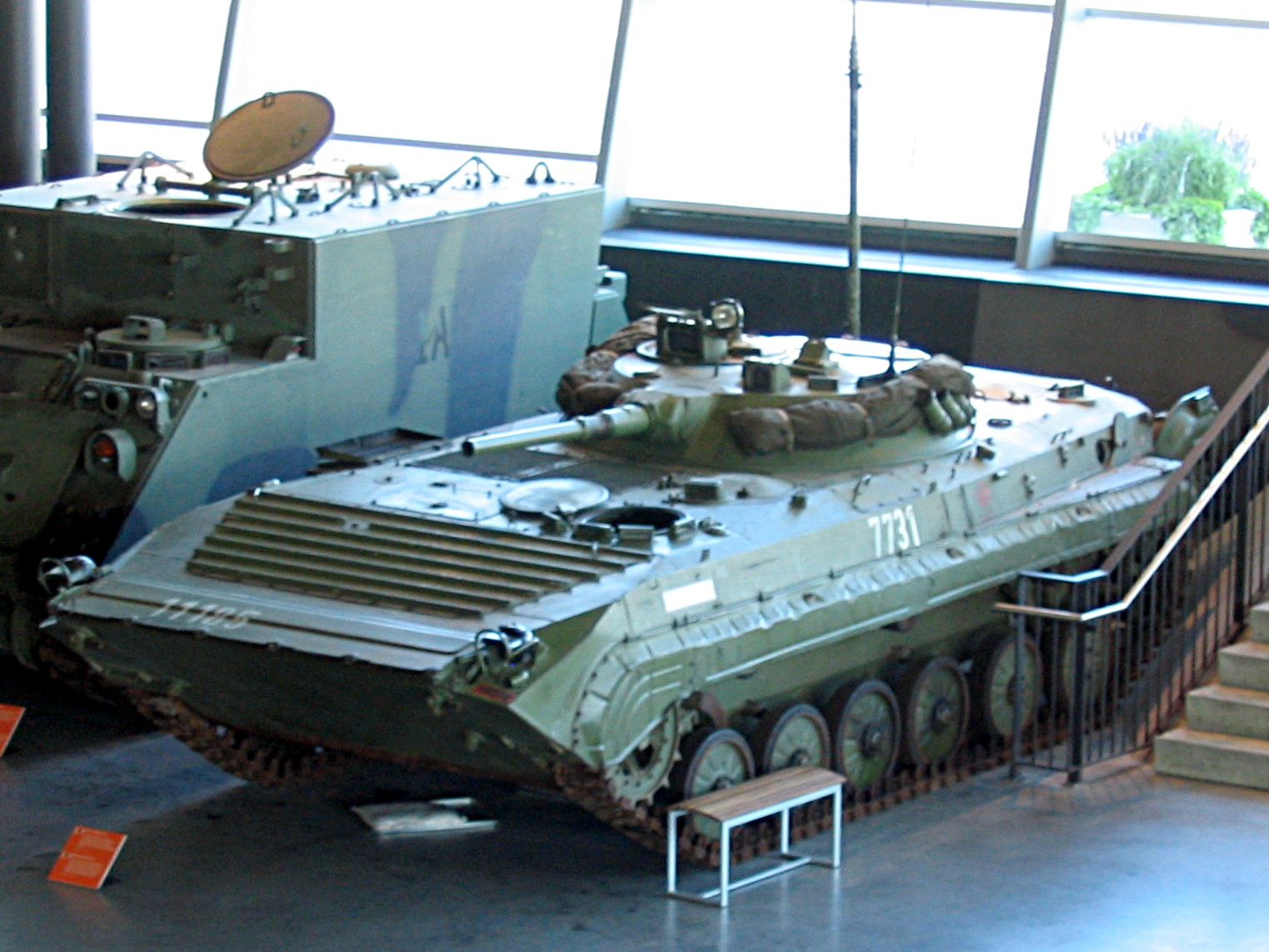
Боевая разведывательная машина БРМ-1К, Канадский военный музей.

Войсковая разведка или тактическая разведка — это военная разведка, которая обеспечивает боевые действия войск в тактическом звене (в пределах соединений, частей и подразделений, находящихся в соприкосновении с противником). 
Войсковая разведка одна из главных разновидностей боевого обеспечения. Она выявляет данные о боевых возможностях противника (включая его планы), его уязвимости и данные об обстановке в районе боевых действий (включая условия местности и погоды).
Для успешного ведения боя важно знать, где находятся полевая артиллерия, танки, противотанковые и зенитные средства, огневые позиции пулемётов, наблюдательные посты и пункты управления противника. Поэтому вскрытие районов их расположения (огневых позиций) является одной из главных задач тактической разведки.
Также на тактическую разведку возлагается определение характера и степени инженерного оборудования позиций и районов расположения подразделений и частей противника, системы его заграждений, степени проходимости местности (инженерная разведка).
Важнейшей задачей, стоящей перед тактической разведкой, всегда было также выявление новых средств вооружённой борьбы, приёмов и способов ведения боевых действий.
Разведывательные сведения добываются опросом местных жителей, допросом пленных и перебежчиков, радиоперехватом, изучением захваченных у противника документов, техники и вооружения, наземной и воздушной разведкой.
Наземная тактическая разведка ведётся разведывательными, мотострелковыми, парашютно-десантными и десантно-штурмовыми, полковыми подразделениями. Используются наблюдатели, наблюдательные посты, дозорные отделения (танки), разведывательные, боевые разведывательные, отдельные разведывательные, офицерские разведывательные дозоры, разведывательные отряды, разведывательные группы, группы для проведения поисков, засад, подразделения для проведения разведки боем.

## Способы разведки
Способами ведения наземной тактической разведки являются: наблюдение, подслушивание, поиск, налёт, засада, допрос, разведка боем.

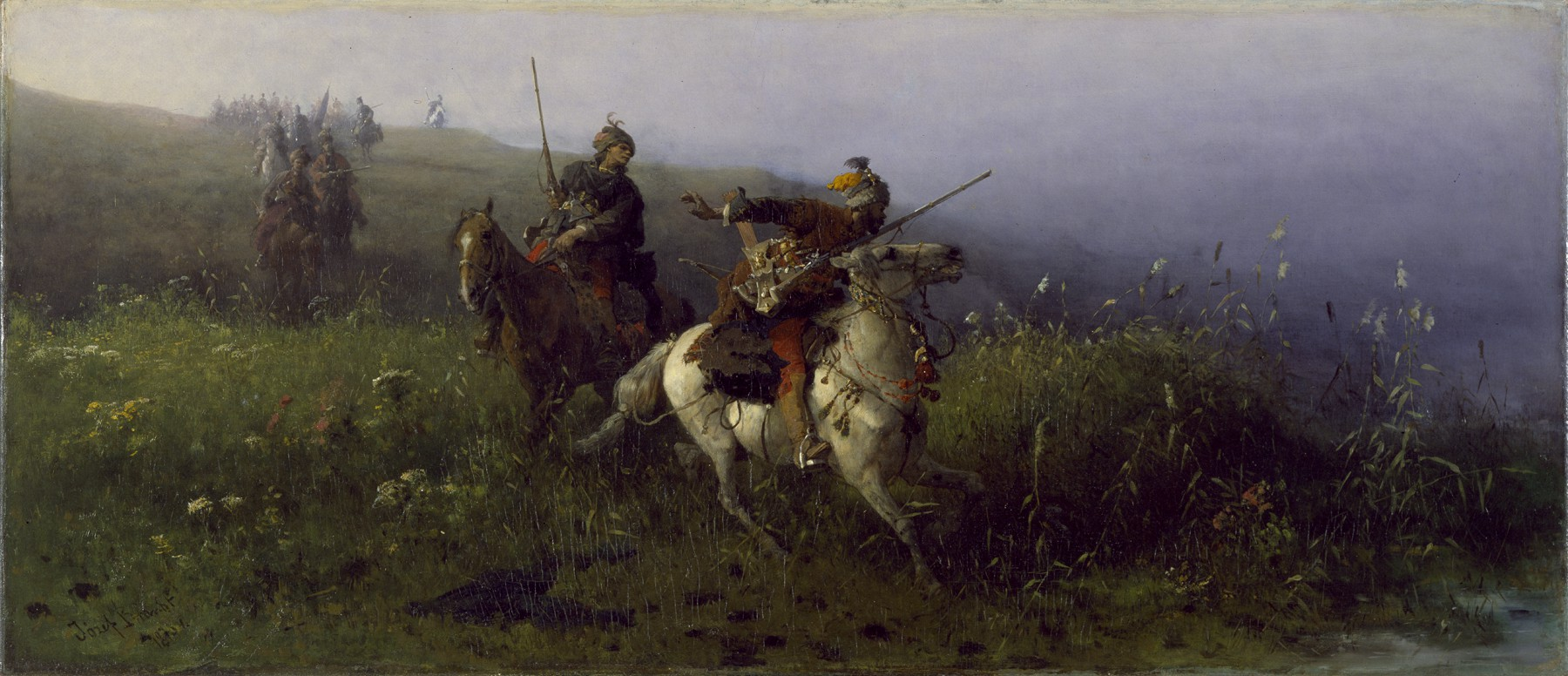
Конная разведка: «Я что-то слышал», Брандт, 1876.
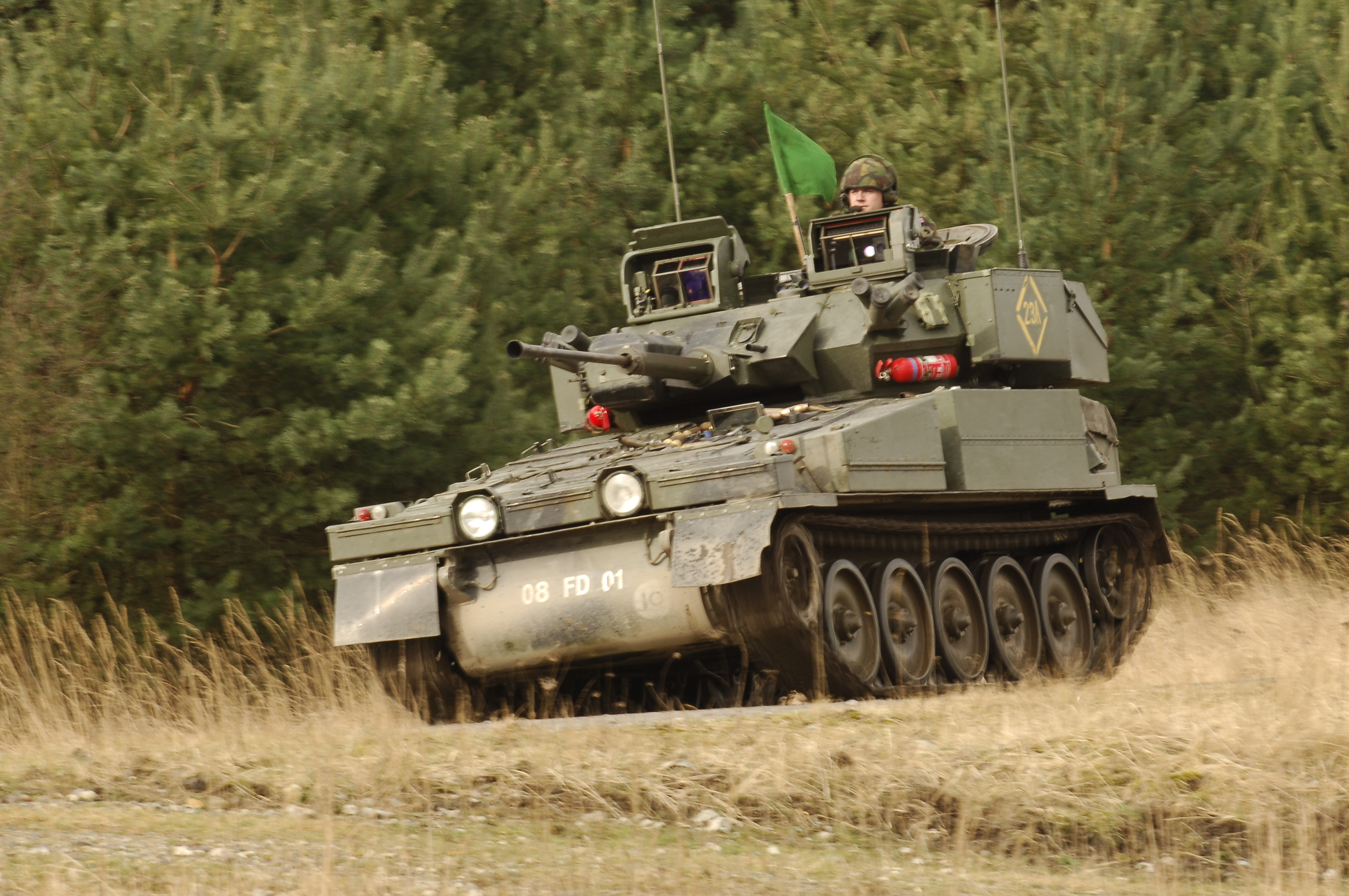
Британская боевая разведывательная машина FV107 Scimitar.

Разведка боем (нем. Gewaltsame Aufklärung, англ. Reconnaissance by fire) является крайней, но действенной мерой в получении данных о численности и вооружении противника. Проводится путём наступления на предполагаемые замаскированные позиции противника, перешедшего к обороне, в случаях, когда другими средствами и способами разведки не удаётся получить необходимых данных о противнике и его намерениях. В военной практике разведку боем чаще всего применяют, если оперативная обстановка требует скорейшего продвижения войск.
Время для тщательного анализа добытых тактической разведкой сведений ограничено, и они быстро устаревают. При этом неточные или недостоверные сведения могут привести к большим потерям, а то и к поражению воспользовавшихся ими войск.

## Тактическая разведка в Советской армии
В Советской армии, как и принято в мировой военной практике, тактической разведкой в сухопутных войсках, в воздушно-десантных войсках и в морской пехоте занимались специальные разведывательные подразделения. Была характерна дублирующая структура подразделений тактической разведки — начиная с разведывательных подразделений в штате батальона (как в наименьшей базовой самостоятельной тактической единице), для уровня каждого вышестоящего воинского формирования (полк/бригада/дивизия/корпус/армия/округ) в штате существовало отдельное разведывательное подразделение или отдельная воинская часть.
Для мотострелкового/парашютно-десантного/танкового батальона/батальона морской пехоты подобным подразделением являлся разведывательный взвод (РВ). Задачей РВ являлся сбор разведывательных данных необходимых для решения боевых задач поставленных перед батальоном. Личный состав РВ насчитывал 16-21 бойцов и состоял из трёх отделений — два разведывательных отделения и одно отделение инженерной разведки. 

Разведывательные взводы в составы батальонов в Советской Армии в послевоенный период были введены на опыте Афганской войны.

…В октябре 1984 г. в мотострелковых и десантных батальонах были сформированы штатные разведывательные взвода…— А. Волков. 40-я Армия: история создания, состав, изменение структуры

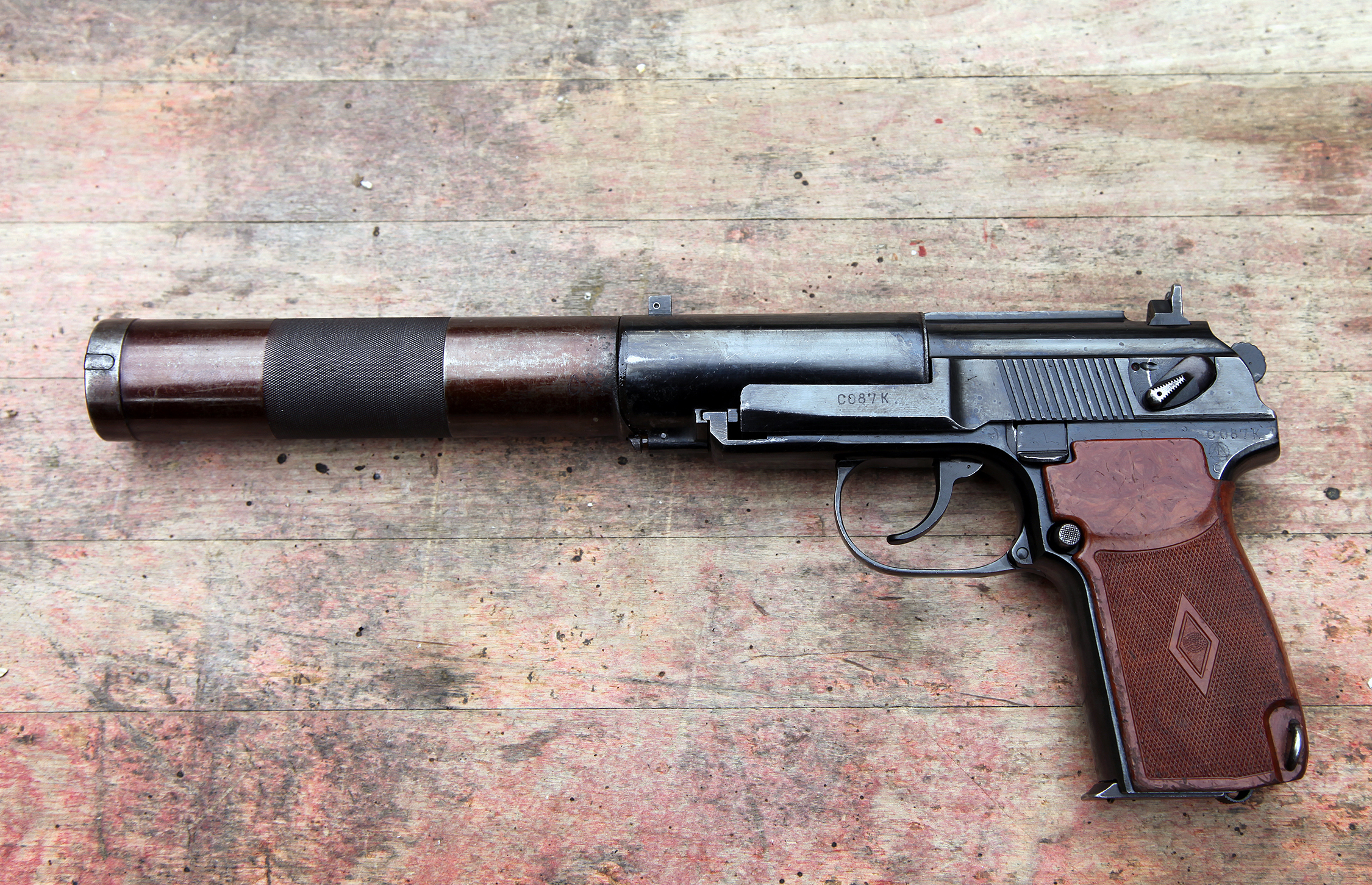
Пистолет Бесшумный ПБ — штатное оружие командира разведывательного взвода (группы) в Советской армии
Труба разведчика ТР-4 — штатное средство разведчика для скрытного наблюдения за противником
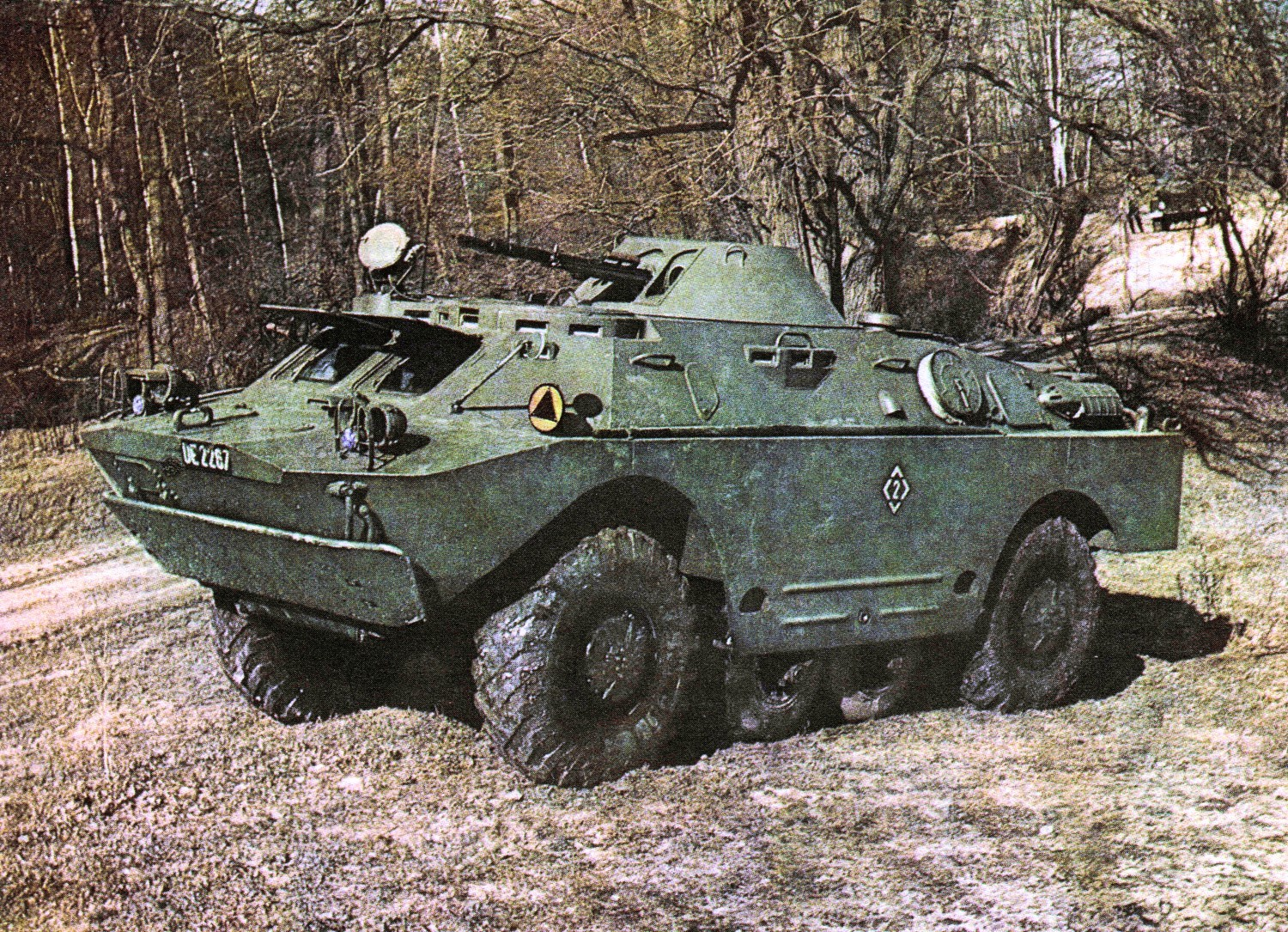
БРДМ-2 — основная боевая машина тактической разведки мотострелковых войск Советской армии

Пулемёты и автоматы, находившиеся на вооружении разведчиков, имели вариант исполнения со складывающимися прикладами и планками для крепления ночных прицелов. В 80-е годы это были АКС-74Н и РПКС-74Н. Штатным оружием командиров отделений был автомат АКМСН с прибором бесшумной стрельбы ПБС (в конце 80-х годов в войска стали поступать ПБС-4 и дозвуковые патроны для АКС-74Н, что позволило перейти к единому калибру стрелкового оружия в отделении). Командир разведывательного взвода в качестве дополнительного табельного оружия имел пистолет ПБ. Кроме этого, разведчики оснащались ночными прицелами, приборами ночного видения, перископами (труба разведчика), миноискателями, верхолазным снаряжением, маскировочными халатами и масками.

Сбором информации о тактической обстановке, необходимой для решения боевых задач, поставленных перед полком/бригадой, занималась разведывательная рота (РР). РР состояла из двух (для полка) или трёх (для бригады) разведывательных взводов и управления роты — насчитывала личный состав в 50-80 бойцов (численность зависела от штатной авто или бронетехники).
Начиная с уровня полка (или отдельного батальона) и во всех вышестоящих формированиях, существовала штатная должность начальника разведки — офицера, отвечавшего за сбор и анализ разведывательных данных.

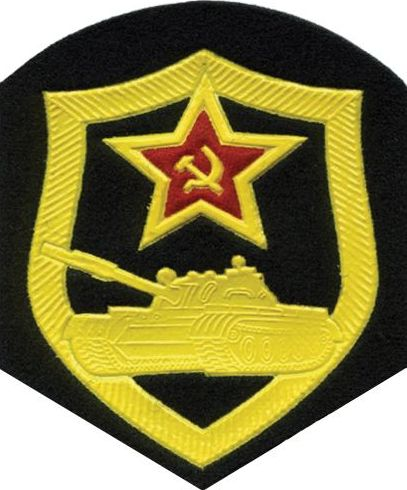
Нарукавный шеврон отдельных разведывательных батальонов в составе ОКСВА

На уровне мотострелковой/танковой дивизии сбором разведывательных данных занимался отдельный разведывательный батальон (ОРБ), который являлся отдельной воинской частью при штабе дивизии. ОРБ состоял из штаба, отдельных взводов при штабе и 4-х рот —  1-я и 2-я разведывательная рота (РР), разведывательно-десантная рота (РДР) и рота радио- и радиотехнической разведки (РРТР). Бойцы РДР проходили обязательную воздушно-десантную подготовку. В случае полномасштабной войны для сбора информации в глубоком тылу противника (первоначальное название — рота глубинной разведки) предполагалась высадка РДР парашютным способом частями военно-транспортной авиации (ВТА), приданными дивизии. рота радио- и радиотехнической разведки предназначалась для постоянного прослушивания радиосвязи противника, в связи с чем в личный состав роты отбирались офицеры и солдаты со знанием иностранных языков, в зависимости от предполагаемого театра военных действий. К примеру, личный состав роты радио- и радиотехнической разведки 781-го ОРБ 108-й мотострелковой дивизии, участвовавшей в Афганской войне, состоял на 80 % из призывников — этнических таджиков.
В состав ОРБ входили отдельные взводы при штабе батальона — взвод снабжения, взвод связи и взвод разведки наблюдением (ВРН). Задачами ВРН являлось ведение наблюдения за противником на линии соприкосновения войск, через мощные оптические системы и с помощью переносных радилокационных станций наземной разведки (к примеру изделие 1РЛ133 ПСНР-5).
1-я и 2-я разведывательная рота в составе ОРБ состояли из двух разведывательных взводов и танкового взвода. Танковый взвод предназначался для огневой поддержки при проведении разведки боем и имел на вооружении лёгкие плавающие танки ПТ-76 (для ОРБ в составе ОКСВА — Т-55/62) в количестве 3 единиц.
разведывательно-десантная рота состояла из двух разведывательных десантных взводов и одного взвода специальной разведки (этот взвод предназначался для осуществления разведывательно-диверсионных мероприятий). В каждой разведывательной роте на вооружении находилась одна многофункциональная боевая разведывательная машина БРМ-1К, закреплённая за командиром роты.
Независимо от того, к какой дивизии (танковой или мотострелковой) принадлежал ОРБ, его военнослужащие срочной службы носили общевойсковые эмблемы на петлицах, при этом цвет погон и нарукавных шевронов, а также эмблема рода войск на шевроне устанавливались по принадлежности к роду войск соединения (дивизии).
Военнослужащим РДР неофициально разрешалось носить эмблемы воздушно-десантных войск на петлицах красного (мотострелковая дивизия) или чёрного (танковая дивизия) цветов. Военнослужащие ОРБ в составе ОКСВА носили эмблемы танковых войск.

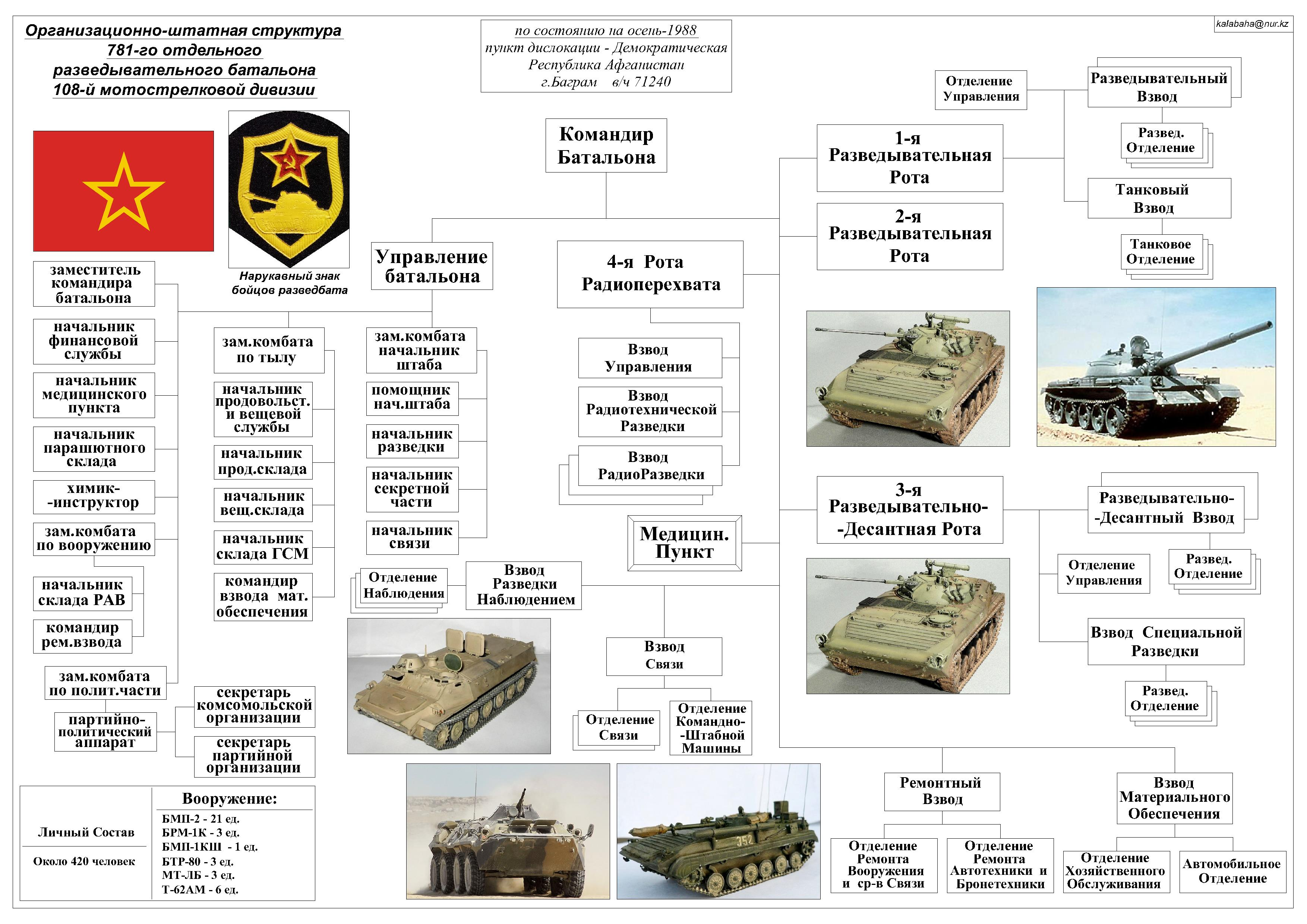
Организационно-штатная структура 781-го отдельного разведывательного батальона 108-й мотострелковой дивизии на осень-1988
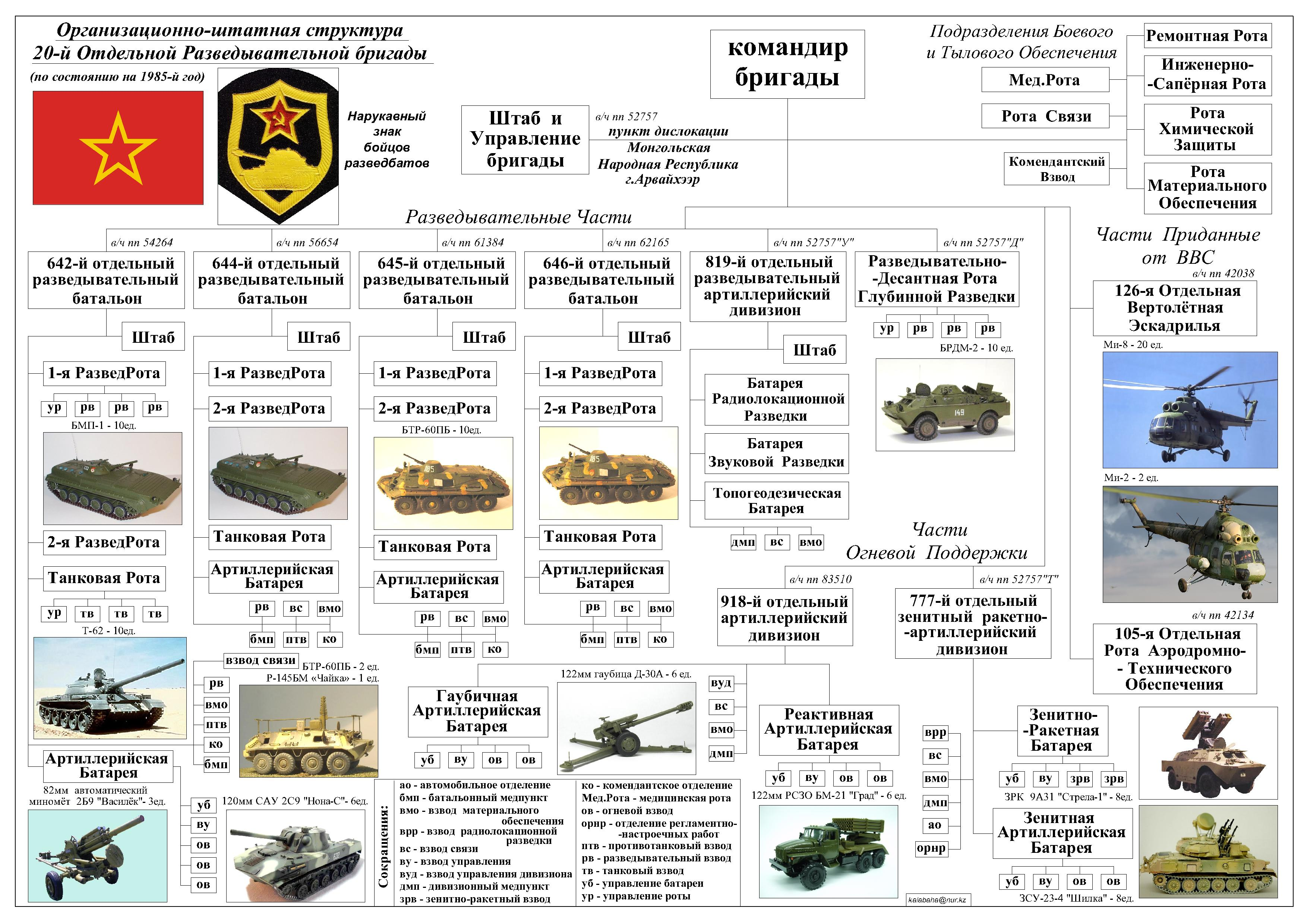
Организационно-штатная структура на 1985-й год 20-й отдельной разведывательной бригады. Группа советских войск в Монголии
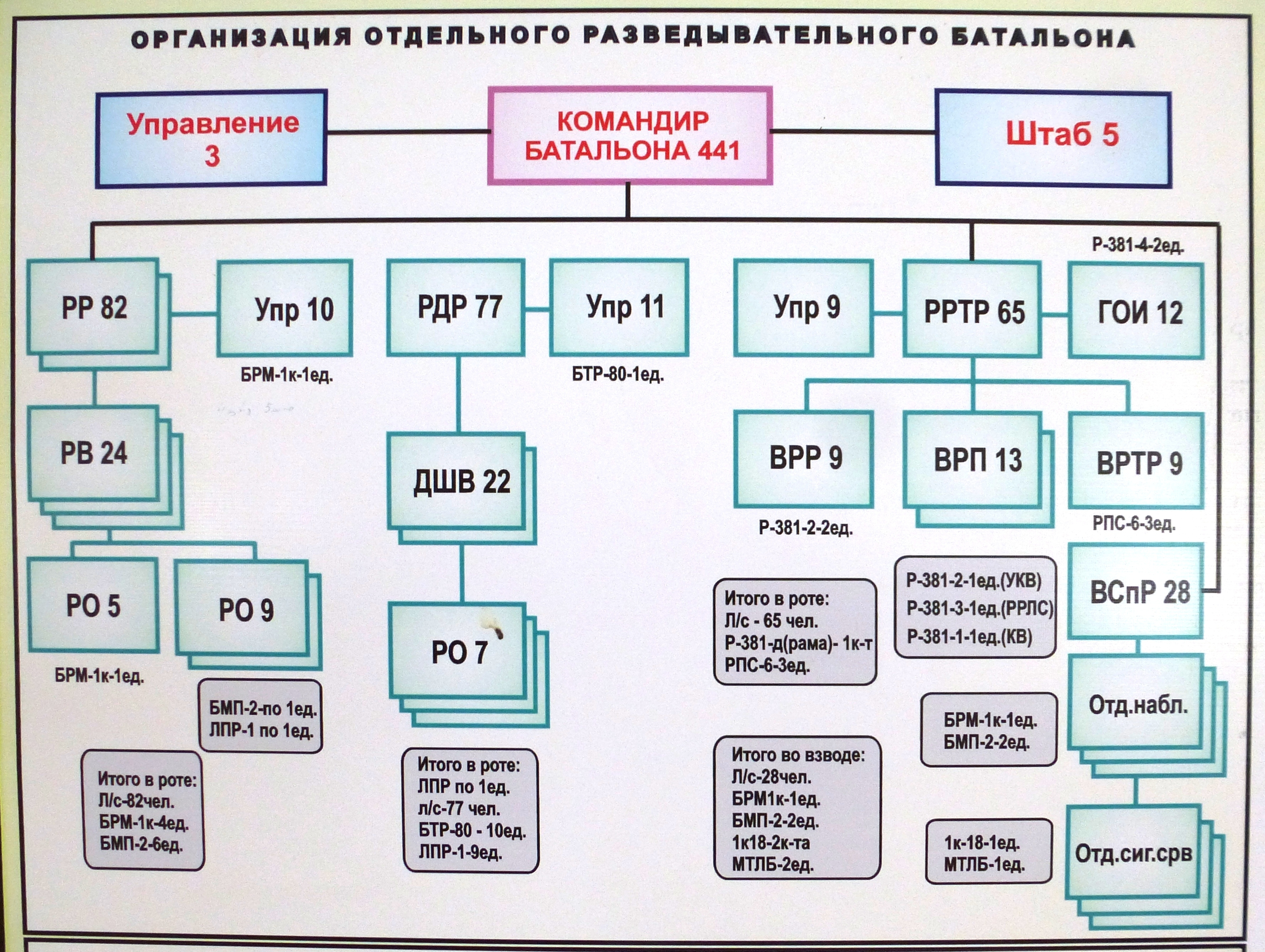
Организационно-штатная структура отдельного разведывательного батальона ВC Республики Казахстан

В связи с тем, что воздушно-десантные войска предполагалось использовать в тылу противника, в отличие от дивизии сухопутных войск, обеспечением разведывательными данными на уровне воздушно-десантной дивизии (ВДД) занималась отдельная разведывательная рота (ОРР), по штату схожая с РР в штате полка. В данном случае ОРР являлась отдельной воинской частью при штабе дивизии. Пример — 80-я ОРР (войсковая часть 48121) при 103-й Гв. ВДД.
 В тактической разведке советской армии были опробованы уникальные технические средства ведения разведки. Это комплексы разведывательно-сигнализационной аппаратуры (противопехотные сейсмозвуколокаторы с автоматическим радиопередатчиком данных) «Реалия-У» 1К18 и «Табун» 1К124, которые успешно применялись в ходе Афганской войны.
В артиллерии понятие «тактическая разведка» несколько шире, чем в других родах войск. Кроме сбора сведений о месторасположении сил противника, артиллерийская разведка также включает в себя подробное топогеодезическое изучение местности (топогеодезическое обеспечение боя), мониторинг метеорологических условий в зоне боевых действии и корректировка огня собственной артиллерии.

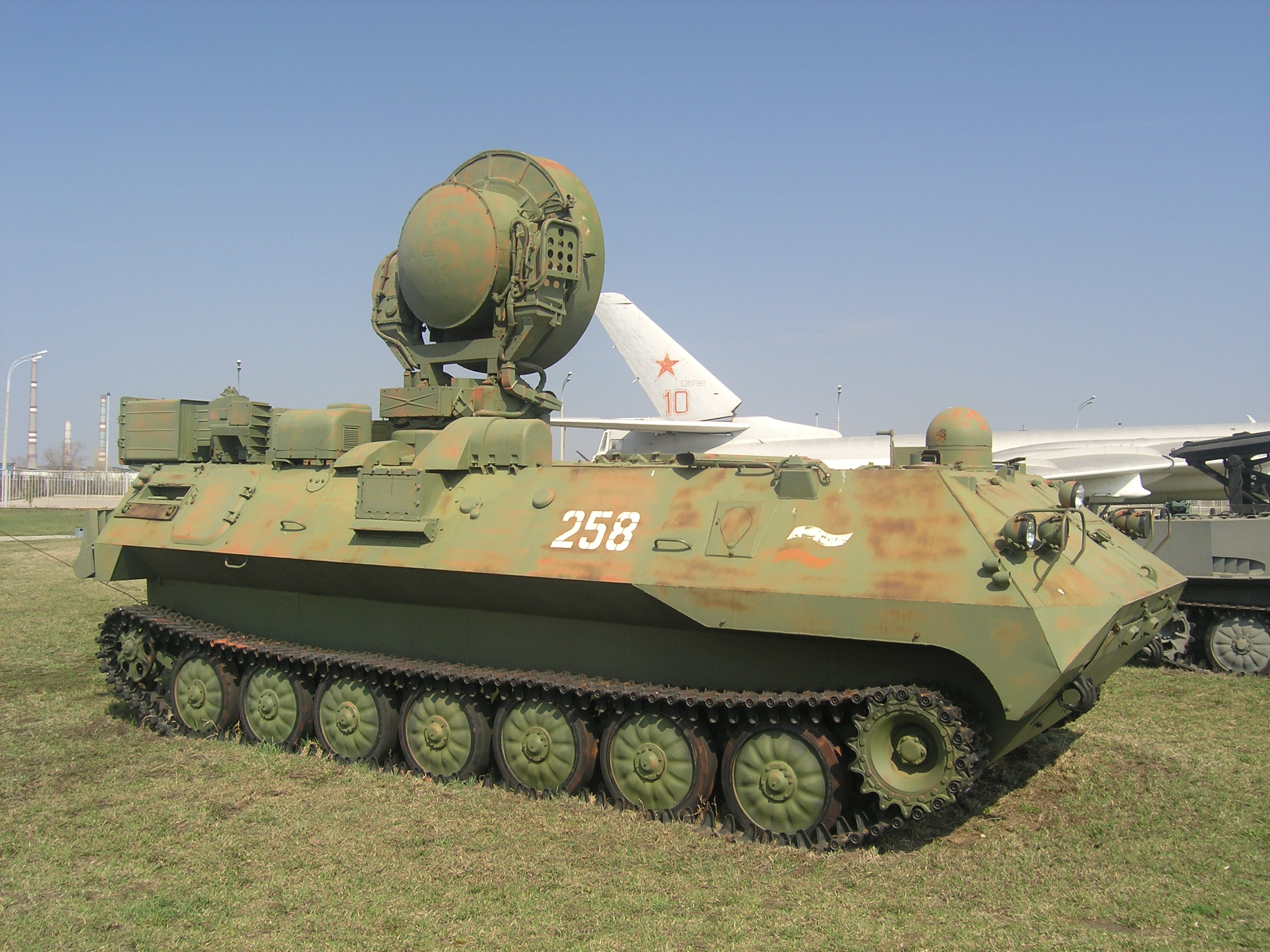
АРК-1 «Рысь» 1РЛ239 — основной радиолокационный комплекс тактической разведки артиллерийских войск Советской армии

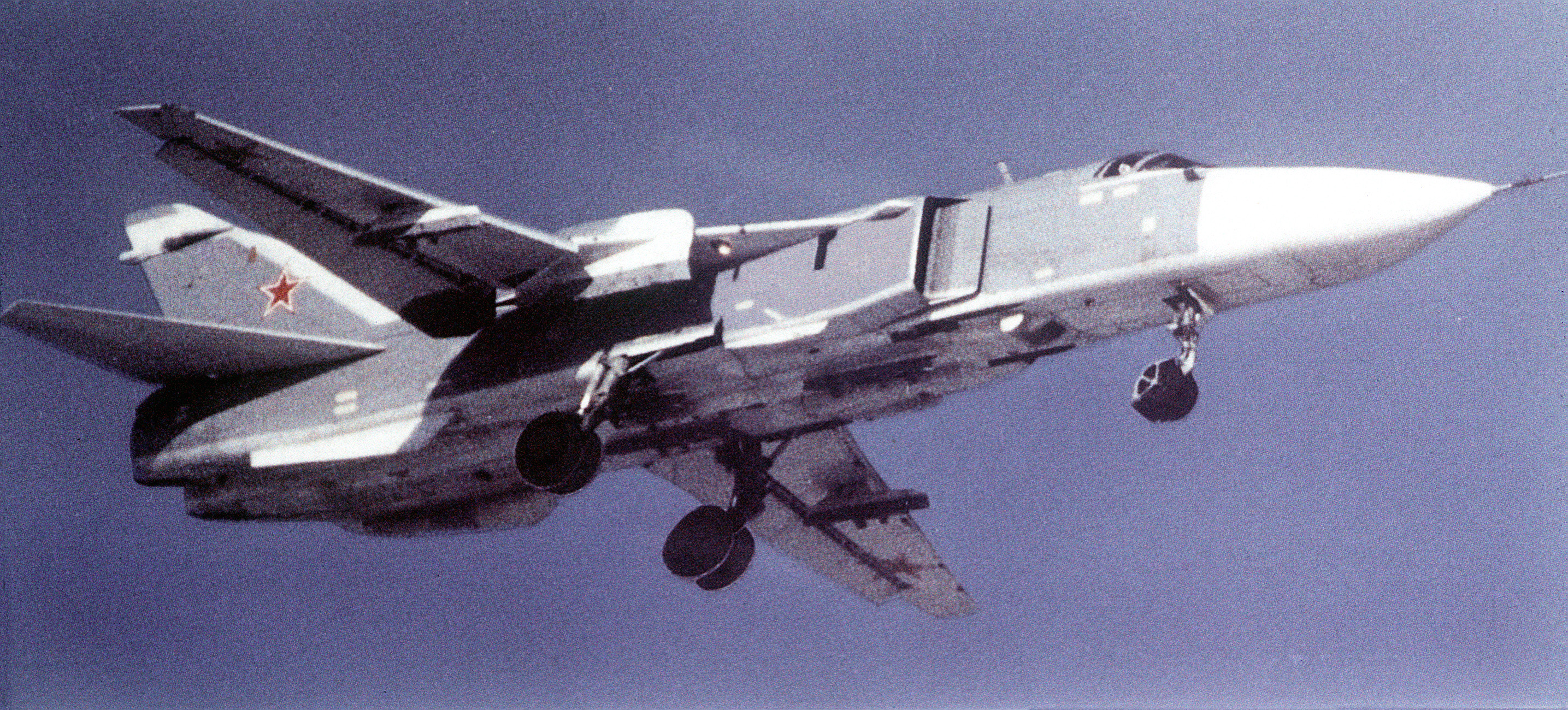
Су-24МР — основной тактический разведывательный самолёт ВВС СССР

На уровне артиллерийского дивизиона (в зависимости от штата) — разведку осуществляет взвод артиллерийской разведки (ВАР) в штате батареи управления (БУ) либо отдельный взвод управления (ВУ) при штабе артиллерийского дивизиона.
На уровне артиллерийского полка — сбор разведывательных данных вела (в зависимости от штата воинской части) батарея артиллерийской разведки (БАР) или батарея управления и артиллерийской разведки (БУиАР). БАР/БУиАР состояли из взвода управления и разведки (ВУР), метеорологического взвода (МВ), взвода звуковой разведки (ВЗР) и взвода радиолокационной разведки (ВРЛР).
На уровне артиллерийской бригады этим занимался артиллерийский разведывательный дивизион (АРДн), состоящий из батареи звуковой разведки (БЗР), батареи радиолокационной разведки (БРР) и топогеодезической батареи (ТБ). 
Для артиллерийских подразделений мотострелковой/танковой дивизии, сбором разведывательных данных кроме ОРБ также занимался БУиАР при штабе дивизии, являвшийся отдельной воинской частью. Пример — 469-я батарея управления и артиллерийской разведки (войсковая часть 84397) при 201-й мсд.
Для артиллерийских подразделений общевойсковых армий некоторых военных округов сбором разведывательных данных занимался  разведывательный армейский артиллерийский полк (РААП). Пример — 1451-й РААП (Ленинградский военный округ) или 2323-й РААП (Закавказский военный округ). Младших командиров (на сержантские должности) для артиллерийских разведывательных подразделений готовил 932-й учебный разведывательный артиллерийский полк (Московский военный округ, Мулинский гарнизон).
На уровне армии/округа дополнительным сбором информации о тактической обстановке занимались авиационные части армейского/окружного подчинения — разведывательные авиационные полки (РАП). Им отводилась функция оперативной аэрофотосъёмки. 

Для ВС СССР (за исключением артиллерии и ВВС) — было нехарактерным такое воинское формирование как разведывательный полк. Существующий ныне 45-й отдельный разведывательный полк ВДВ (45-й ОРП — с 1.05.1998 по 2.08.2005), находящийся в распоряжении командующего ВДВ, был сформирован после 1991 года.
На уровне военного округа в случае полномасштабной войны, функции тактической разведки (кроме разведывательно-диверсионной деятельности в глубоком тылу противника) возлагались также на отдельные бригады специального назначения (ОБрСпН — всего 14 бригад), частично подчинявшихся ГРУ Генерального Штаба.

Для разведывательных подразделений бригада являлась наибольшим воинским формированием.
Следует отметить редкое исключение в структуре разведывательных формирований. В составе ВС СССР в течение 16-ти лет существовали уникальные по составу разведывательные бригады, не имевшие отношения к ГРУ Генерального Штаба. Это  20-я и 25-я отдельные разведывательные бригады в составе Советских войск в Монголии. Указанные бригады состояли из 4-х отдельных разведывательных батальонов, отдельного артиллерийского и отдельного зенитного ракетно-артиллерийского дивизиона, вертолётной эскадрильи и подразделений боевого и тылового обеспечения. Особенностью разведывательных батальонов являлось наличие в их составе танковой роты и миномётной батареи. Столь необычный штат для разведывательных подразделений объяснялся огромной пустынно-степной территорией, на которой бригадам предстояло вести возможные боевые действия, что требовало от них обладать достаточной автономностью и необходимой огневой мощью. Обе бригады фактически являлись соединениями включавшими в свой состав отдельные воинские части с собственными Боевыми Знамёнами.
Комплектованию личного состава разведывательных подразделений уделялось большое значение. Среди солдат срочной службы отбирались наиболее физически подготовленные и выносливые. Приоритет в выборе в основном делался на призывников, имеющих спортивные разряды в единоборствах и лёгкой атлетике, в связи с чем нередко возникали ситуации, когда практически весь призывной состав отдельной разведывательной роты в полку/бригаде состоял из лиц, получивших до воинской службы звание перворазрядника, кандидата в мастера спорта или мастера спорта. По этой причине разведывательные роты в Советской армии неофициально именовались «спортивными ротами» (не путать с официально именовавшимися спортивными ротами при спортивных окружных клубах Советской армии — СКА). Большую роль в этом играло желание командования воинской части отметиться собственными подчинёнными на всевозможных армейских спортивных соревнованиях, систематически проводившихся в ВС СССР на уровне дивизии/округа/рода войск/Вооружённых Сил СССР.
Офицеров для разведывательных подразделений Советской армии (включая спецназ ГРУ и ВДВ) в основном готовили на разведывательном факультете Киевского общевойскового командного училища и на факультетах специальной разведки Рязанского военного воздушно-десантного командного училища и Новосибирского высшего военного командного училища. Офицеров для артиллерийской разведки готовили, в основном, факультеты артиллерийской разведки 1-го Ленинградского Краснознаменного артиллерийского училища и Коломенского высшего артиллерийского командного училища.

## США
В Армии США войсковой разведкой занимаются кавалерийские эскадроны боевых бригад (BCT). Как часть эскадрона, разведывательная кавалерийская рота (cavalry troop) обеспечивает быстрое время реакции и пространство для манёвра для командира бригады. В свою очередь, эти операции позволяют командиру бригады активно формировать район операций и принимать или инициировать боевой контакт в любое время и в любом месте по выбору командира. Разведывательные роты выполняют задачи разведки и обеспечения безопасности по всему полю боя эскадрона и района операций бригады.
В составе роты разведывательного эскадрона бронетанковой бригады находятся:
- штабной взвод (headquarters section)
- два разведывательных взвода (scout platoon), каждый из которых имеет на вооружении:
  - 6 единиц БРМ M3A3 Cavalry fighting vehicle вооруженных 25-мм пушкой, 7,62-мм спаренным пулемётом и ракетной системой TOW
  - бронеавтомобили HMMWV, включая варианты с ПТРК TOW,
  - оптико-электронная система разведки и наблюдения AN/TAS-8 Long-Range Advance Scout Surveillance System
  - пулемёты 12.7 мм и 7.62 мм, ПТРК Javelin, 40-мм автоматические гранатомёты Mk 19
- миномётный взвод (mortar section) (2 единицы 120-мм самоходных миномётов)

В пехотной бригаде имеются два типа рот: спешенная (dismounted) и моторизованная (mounted). В составе моторизованной роты разведывательного эскадрона пехотной бригады находятся:
- штабной взвод
- три разведывательных взвода, каждый из которых имеет:
  - бронеавтомобили HMMWV, включая варианты с ПТРК TOW,
  - оптико-электронная система разведки и наблюдения AN/TAS-8 Long-Range Advance Scout Surveillance System
  - пулемёты 12.7 мм и 7.62 мм, ПТРК Javelin, 40-мм автоматические гранатомёты Mk 19
- миномётный взвод (2 единицы 120-мм буксируемых миномётов)
- приданная группа огневой поддержки.

В составе спешенной роты разведывательного эскадрона пехотной бригады находятся:
- штаб
- два разведывательных взвода
  - бронеавтомобили HMMWV
  - бронеавтомобили HMMWV и грузовик (для штаба)
  - БЛА RQ-11 Raven
  - надувная лодка
- миномётный взвод
- снайперский взвод

В составе роты разведывательного эскадрона механизированной бригады находятся:
- штаб
- три разведывательных взвода (R-серии) или два разведывательных взвода (K-серии), каждый из которых имеет на вооружении:
  - БРМ M1127 Reconnaissance Vehicle
  - оптико-электронная система разведки и наблюдения AN/TAS-8 Long-Range Advance Scout Surveillance System
  - 12.7-мм пулемёты, 7.62 мм пулемёт M240B, ПТРК Javelin, 40-мм автоматические гранатомёты Mk 19
- миномётный взвод (mortar section) (2 единицы 120-мм самоходных миномётов M1129 Mortar Carrier Vehicle)[9]

## Оборудование
На оснащении израильской войсковой разведки имеются три типа электронно-оптических приборов: малой, средней и большой дальности. Система большой дальности «Матан» рассчитана на работу до 30 км при массе 27 кг. Включает лазерный дальномер-целеуказатель, GPS, компас, камеры дневного (ТВ) и ночного (тепловизор) видения и может записывать изображение. Система средней дальности «Амит» рассчитана на работу до 5 км при массе 7,8 кг. В некоторых вариантах имеется возможность целеуказания. Малоразмерный «Армон» прибор наблюдения малой дальности до 2 км при массе 1,65 кг. Заменяет бинокль, компас, ПНВ/SLS, GPS. «Армон» включает в себя лазерный дальномер, компас, GPS, систему дневного видения и сразу 3 прибора ночного видения: SLS, тепловизор и камеру обнаружения источников инфракрасного-излучения.

### Комментарии
1. ↑  В немецкой армии времен Второй мировой войны на Восточном фронте широко применялась не наземная, а воздушная разведка, опиравшаяся на специальный самолёт-разведчик FW-189, чему способствовало первоначальное превосходство в воздухе немецкой авиации.

### Сноски
1. 1 2  ВОЕННАЯ РАЗВЕДКА // Энциклопедия «Кругосвет».
2. ↑  Разведка как вид боевого обеспечения // Братишка : Ежемесячный журнал подразделений специального назначения. — М.: ООО «Витязь-Братишка», 2010. — № 2. — С. 52-56.
3. ↑  Перечень советских воинских частей в Афганистане (1979—1989). Дата обращения: 3 февраля 2011. Архивировано 3 января 2015 года.
4. ↑  Разведывательно-сигнальная аппаратура 1К18 «Реалия-У», 1К124 «Табун», 1К119 «Реалия-1/10». Дата обращения: 7 февраля 2011. Архивировано 22 сентября 2011 года.
5. ↑  4 Разведывательные возможности артиллерии Архивная копия от 14 февраля 2013 на Wayback Machine
6. ↑  Части и соединения. Дата обращения: 5 февраля 2011. Архивировано 27 января 2011 года.
7. ↑  СКВО (история). Дата обращения: 3 февраля 2011. Архивировано 16 июля 2011 года.
8. ↑  Agentura.ru — Кузница офицерских кадров Архивная копия от 20 декабря 2010 на Wayback Machine
9. 1 2  Headquarters, Department of the Army. Cavalry Troop :  [англ.] : [арх. 24 апреля 2022]. — Washington, DC, 2016. — 232 p.
10. ↑  Электро-оптические системы наблюдения и целеуказания. Дата обращения: 3 марта 2018. Архивировано 25 октября 2020 года.